# Flughafen Nowokusnezk

i7
i11
i13
Der Flughafen Nowokusnezk-Spitschenkowo (russisch Аэропорт Новокузнецк-Спиченково, (IATA-Code: NOZ, ICAO-Code: UNWW)) ist der internationale Flughafen der Stadt Nowokusnezk in der Oblast Kemerowo, Russland. Er liegt 18 km westlich des Stadtzentrums von Nowokusnezk. Er ist über lokale Buslinien mit dem Umland verbunden.
Der Flughafen verfügt über eine 2680 m lange und 45 m breite Start- und Landebahn. Es existiert ein Terminal.
Der Flughafen ist nur für mittelgroße Flugzeuge wie die Tupolew Tu-204, Tu-134, Tu-154, Airbus A320, Boeing 737, Iljuschin Il-76 und Jakowlew Jak-42 zugelassen.